# Sur la scène...
Albums de Léo Ferré
Seul en scène (Olympia 1972)
(1973) Et... Basta !
(1973)
Sur la scène... est un double album posthume de Léo Ferré publié par les éditions La Mémoire et la Mer en 2001. Cet enregistrement public propose l'intégralité d'un récital donné à Lausanne et à Montreux en 1973 et resté inédit pendant presque trente ans.
Sous ce titre est également commercialisé la même année un DVD, qui à la différence du disque, propose une captation partielle d'un récital de Léo Ferré à l'Olympia de Paris, en octobre et novembre 1972.

## Historique
D'octobre 1972 à mai 1973, Léo Ferré est en tournée au Canada, en France et en Suisse. Son nouveau récital propose une trentaine de titres, dont la moitié sont alors inédits. La totalité des titres de l'album studio Il n'y a plus rien (à paraitre en 1973), ainsi que la quasi-totalité des titres de l'album studio L'Espoir (à paraitre en 1974), sont présentés au public.
À l'issue de cette série de concerts, Paul Castanier, pianiste de Léo Ferré depuis 1957, met fin à leur collaboration. Leur dernière aventure scénique aura lieu à Colombes le 30 mai 1973.
Le titre donné à cet album live inédit reprend celui d'une chanson publiée sur l'album Amour Anarchie. C'est aussi un clin d'œil au double album Seul en scène (Olympia 1972), paru en 1973 et retiré ultérieurement de la vente à la demande de Ferré lui-même. À la suite de la parution de Sur la scène..., Barclay-Universal ressortira Seul en scène dans les années 2000, pour en proposer finalement une version revue et augmentée en 2016.

### Autour de l'album
- Référence originale : La Mémoire et la Mer 10038/39
- Le DVD, Référence originale : La Mémoire et la Mer 10 100 (2001)

Parallèlement à ce live parait le maxi CD Un chien à Montreux.

## Titres
- Textes et musiques sont de Léo Ferré sauf indications contraires.
- Les titres marqués d'un (*) ont été enregistrés par la Radio Suisse Romande le 3 février 1973 à Montreux. Les autres ont été enregistrés le 16 mai 1973 au théâtre municipal de Lausanne (par la même radio).

| 1.  | Préface (*)               |  | 3:24 |
| 2.  | Les Copains d' la neuille |  | 2:43 |
| 3.  | Les Oiseaux de malheur    |  | 2:14 |
| 4.  | Rotterdam                 |  | 2:39 |
| 5.  | La Fleur de l'âge         |  | 4:22 |
| 6.  | À toi                     |  | 3:31 |
| 7.  | La Mélancolie             |  | 4:01 |
| 8.  | Le Crachat                |  | 4:11 |
| 9.  | Les Souvenirs             |  | 3:11 |
| 10. | Vitrines                  |  | 3:48 |
| 11. | L'Oppression              |  | 3:08 |
| 12. | Vingt ans                 |  | 2:32 |
| 13. | Les Amants tristes        |  | 8:59 |
| 14. | Avec le temps             |  | 3:37 |

| 1.  | Le Chien                   |                       | 4:42  |
| 2.  | Les Poètes                 |                       | 2:32  |
| 3.  | Ton style                  |                       | 3:12  |
| 4.  | Marie                      | Guillaume Apollinaire | 3:44  |
| 5.  | La Damnation (*)           |                       | 2:07  |
| 6.  | Pépée (*)                  |                       | 2:42  |
| 7.  | Les Étrangers              |                       | 3:58  |
| 8.  | Mister the wind (*)        |                       | 3:06  |
| 9.  | La Mémoire et la Mer       |                       | 4:11  |
| 10. | Night and day              |                       | 5:02  |
| 11. | Comme à Ostende (*)        | Jean-Roger Caussimon  | 3:14  |
| 12. | Ne chantez pas la mort (*) | Jean-Roger Caussimon  | 5:20  |
| 13. | Ils ont voté               |                       | 2:18  |
| 14. | Richard                    |                       | 3:37  |
| 15. | La Solitude                |                       | 4:04  |
| 16. | Ni Dieu ni maître          |                       | 2:43  |
| 17. | Il n'y a plus rien         |                       | 17:56 |

DVD
| No  | Titre                  | Auteur | Durée |
| --- | ---------------------- | ------ | ----- |
| 1.  | Le Chien               |        |       |
| 2.  | Rotterdam              |        |       |
| 3.  | La Fleur de l'âge      |        |       |
| 4.  | À toi                  |        |       |
| 5.  | La Mélancolie          |        |       |
| 6.  | Les Souvenirs          |        |       |
| 7.  | Les Étrangers          |        |       |
| 8.  | Vitrines               |        |       |
| 9.  | L'Oppression           |        |       |
| 10. | Avec le temps          |        |       |
| 11. | Vingt ans              |        |       |
| 12. | Préface                |        |       |
| 13. | Les Poètes             |        |       |
| 14. | La Damnation           |        |       |
| 15. | Pépée                  |        |       |
| 16. | Night and day          |        |       |
| 17. | Comme à Ostende        |        |       |
| 18. | Ne chantez pas la mort |        |       |
| 19. | Richard                |        |       |
| 20. | La Solitude            |        |       |
| 21. | Ni Dieu ni maître      |        |       |

## Musiciens
- Léo Ferré est accompagné au piano par Paul Castanier.